# Knights Alessandria
I Knights Alessandria sono stati una squadra di football americano di Alessandria. Sono stati fondati nel 1983 come Saint George's Knights Alessandria; rinominati Knights Alessandria nel 1988 e New Saint George's Knights Novi Ligure nel 1997, hanno chiuso nel 1997. Hanno partecipato al primo livello del campionato italiano di football americano nel 1995 e nel 1996.

## Dettaglio stagioni

### Tornei nazionali

#### Campionato

##### Golden League
| Stagione | regular season | regular season | regular season | regular season | regular season | regular season | playoff | playoff | playoff | playoff | playoff | playoff          | playoff         |
|          | Vin            | Par            | Per            | Tot            | PF             | PS             | Vin     | Per     | Tot     | PF      | PS      | risultato        | avversaria      |
| -------- | -------------- | -------------- | -------------- | -------------- | -------------- | -------------- | ------- | ------- | ------- | ------- | ------- | ---------------- | --------------- |
| 1995     | 7              | 0              | 5              | 12             | 246            | 263            | 0       | 1       | 1       | 22      | 42      | Quarti di finale | Dolphins Ancona |
| 1996     | 3              | 1              | 8              | 12             | 152            | 352            | -       | -       | -       | -       | -       | -                | -               |
| Totale   | 10             | 1              | 13             | 24             | 398            | 615            | 0       | 1       | 1       | 22      | 42      |                  |                 |

Fonte: Enciclopedia del Football - A cura di Roberto Mezzetti

##### AFP-IFL
Questo torneo svolto durante un periodo di scissione federale - pur essendo del massimo livello della propria federazione - non è considerato ufficiale.
| Stagione | regular season | regular season | regular season | regular season | regular season | regular season | playoff | playoff | playoff | playoff | playoff | playoff   | playoff      |
|          | Vin            | Par            | Per            | Tot            | PF             | PS             | Vin     | Per     | Tot     | PF      | PS      | risultato | avversaria   |
| -------- | -------------- | -------------- | -------------- | -------------- | -------------- | -------------- | ------- | ------- | ------- | ------- | ------- | --------- | ------------ |
| 1997-98  | 5              | 0              | 1              | 6              | 136            | 94             | 1       | 1       | 2       | 92      | 86      | Finale    | Dogi Venezia |
| Totale   | 5              | 0              | 1              | 6              | 136            | 94             | 1       | 1       | 2       | 92      | 86      |           |              |

Fonte: Enciclopedia del Football - A cura di Roberto Mezzetti

##### Serie A2/B (secondo livello)
| Stagione | regular season | regular season | regular season | regular season | regular season | regular season | playoff | playoff | playoff | playoff | playoff | playoff                              | playoff        |
|          | Vin            | Par            | Per            | Tot            | PF             | PS             | Vin     | Per     | Tot     | PF      | PS      | risultato                            | avversaria     |
| -------- | -------------- | -------------- | -------------- | -------------- | -------------- | -------------- | ------- | ------- | ------- | ------- | ------- | ------------------------------------ | -------------- |
| 1984     | 3              | 2              | 5              | 10             | 121            | 189            | -       | -       | -       | -       | -       | -                                    | -              |
| 1985     | 7              | 1              | 2              | 10             | 197            | 152            | -       | -       | -       | -       | -       | -                                    | -              |
| 1986     | 6              | 1              | 3              | 10             | 129            | 83             | -       | -       | -       | -       | -       | -                                    | -              |
| 1993     | 7              | 0              | 1              | 8              | 194            | 49             | 0       | 1       | 1       | 0       | 38      | Sessantaquattresimi/Quarti di finale | Saints Padova  |
| 1994     | 7              | 0              | 1              | 8              | 215            | 64             | 1       | 1       | 2       | 51      | 42      | Trentaduesimi di finale/Semifinale   | Marlins Rimini |
| Totale   | 30             | 4              | 12             | 46             | 856            | 537            | 1       | 2       | 3       | 51      | 80      |                                      |                |

Fonte: Enciclopedia del Football - A cura di Roberto Mezzetti

##### Serie B (terzo livello)/C
| Stagione | regular season | regular season | regular season | regular season | regular season | regular season | playoff | playoff | playoff | playoff | playoff | playoff             | playoff           |
|          | Vin            | Par            | Per            | Tot            | PF             | PS             | Vin     | Per     | Tot     | PF      | PS      | risultato           | avversaria        |
| -------- | -------------- | -------------- | -------------- | -------------- | -------------- | -------------- | ------- | ------- | ------- | ------- | ------- | ------------------- | ----------------- |
| 1987     | 6              | 2              | 1              | 9              | 136            | 76             | -       | -       | -       | -       | -       | Co-campioni         | -                 |
| 1989     | 5              | 0              | 1              | 6              | 89             | 36             | 0       | 1       | 1       | 16      | 34      | Quarti di finale    | Waves Ventimiglia |
| 1990     | 2              | 0              | 6              | 8              | 60             | 155            | -       | -       | -       | -       | -       | -                   | -                 |
| 1991     | 6              | 0              | 4              | 10             | 126            | 174            | 0       | 1       | 1       | 0       | 39      | Primo turno playoff | Islanders Venezia |
| 1992     | 5              | 0              | 3              | 8              | 117            | 107            | 0       | 1       | 1       | 6       | 24      | Quarti di finale    | Black Knights Rho |
| Totale   | 24             | 2              | 15             | 51             | 528            | 548            | 0       | 3       | 3       | 22      | 97      |                     |                   |

Fonte: Enciclopedia del Football - A cura di Roberto Mezzetti

#### Campionati giovanili

##### Under 21
| Stagione | regular season | regular season | regular season | regular season | regular season | regular season | playoff | playoff | playoff | playoff | playoff | playoff   | playoff    |
|          | Vin            | Par            | Per            | Tot            | PF             | PS             | Vin     | Per     | Tot     | PF      | PS      | risultato | avversaria |
| -------- | -------------- | -------------- | -------------- | -------------- | -------------- | -------------- | ------- | ------- | ------- | ------- | ------- | --------- | ---------- |
| 1994     | ?              | ?              | ?              | ?              | ?              | ?              | ?       | ?       | ?       | ?       | ?       | ?         | ?          |
| Totale   | ?              | ?              | ?              | ?              | ?              | ?              | ?       | ?       | ?       | ?       | ?       |           |            |

Fonte: Enciclopedia del Football - A cura di Roberto Mezzetti

##### Under 18
| Stagione | regular season | regular season | regular season | regular season | regular season | regular season | playoff | playoff | playoff | playoff | playoff | playoff   | playoff    |
|          | Vin            | Par            | Per            | Tot            | PF             | PS             | Vin     | Per     | Tot     | PF      | PS      | risultato | avversaria |
| -------- | -------------- | -------------- | -------------- | -------------- | -------------- | -------------- | ------- | ------- | ------- | ------- | ------- | --------- | ---------- |
| 1992     | 1              | 0              | 2              | 3              | 24             | 62             | -       | -       | -       | -       | -       | -         | -          |
| Totale   | 1              | 0              | 2              | 3              | 24             | 62             | -       | -       | -       | -       | -       |           |            |

Fonte: Enciclopedia del Football - A cura di Roberto Mezzetti

### Riepilogo fasi finali disputate
| Anno | Luogo       | Evento               | Fase del torneo                                | Incontro                                              | Risultato |
| 1989 | Alessandria | B Bowl               | Quarti di finale                               | Knights Alessandria - Waves Ventimiglia               | 16 - 34   |
| 1991 | ?           | Serie B              | Primo turno playoff                            | Islanders Venezia - Knights Alessandria               | 39 - 0    |
| 1992 | ?           | B Bowl               | Quarti di finale                               | Black Knights Rho - Knights Alessandria               | 24 - 6    |
| 1993 | ?           | Superbowl/Silverbowl | Sessantaquattresimi di finale/Quarti di finale | Saints Padova - Knights Alessandria                   | 38 - 0    |
| 1994 | ?           | Superbowl/Silverbowl | Trentaduesimi di finale/Semifinale             | Knights Alessandria - Marlins Rimini                  | 16 - 42   |
| 1995 | Novi Ligure | Superbowl            | Quarti di finale                               | Knights Alessandria - Dolphins Ancona                 | 22 - 42   |
| 1997 | Brescia     | AFP-IFL              | Finale                                         | Dogi Venezia - New Saint George's Knights Novi Ligure | 54 - 51   |